# Opuntien
Die Opuntien (Opuntia) sind eine Pflanzengattung aus der Familie der Kakteengewächse (Cactaceae). Mit etwa 190 Arten ist sie eine der artenreichsten Gattungen innerhalb der Kakteengewächse. Ihr Verbreitungsgebiet umfasst weite Teile Nord- und Südamerikas einschließlich der Karibik. Mit knapp der Hälfte der Arten befindet sich der Schwerpunkt der Verbreitung in Mexiko. Die aztekische Legende von der Gründung Tenochtitláns, die beschreibt, wie ein Adler auf einer Opuntie sitzt und mit einer Schlange kämpft, spiegelt sich noch heute im mexikanischen Wappen wider.
Die Nutzung einiger Opuntienarten lässt sich bis in die Zeit der Paracas-Kultur zurückverfolgen. Neben der Nutzung der Triebe und Früchte als Nahrungsmittel wurden Opuntien insbesondere zur Gewinnung des Farbstoffes Cochenille-Rot kultiviert. In den letzten Jahren werden Opuntien in mehreren Ländern verstärkt als Futtermittel angebaut. Als invasive Neophyten verbreiteten sich einige Opuntienarten in verschiedenen Gebieten derart stark, dass sie mit biologischen Mitteln bekämpft werden mussten.

## Beschreibung

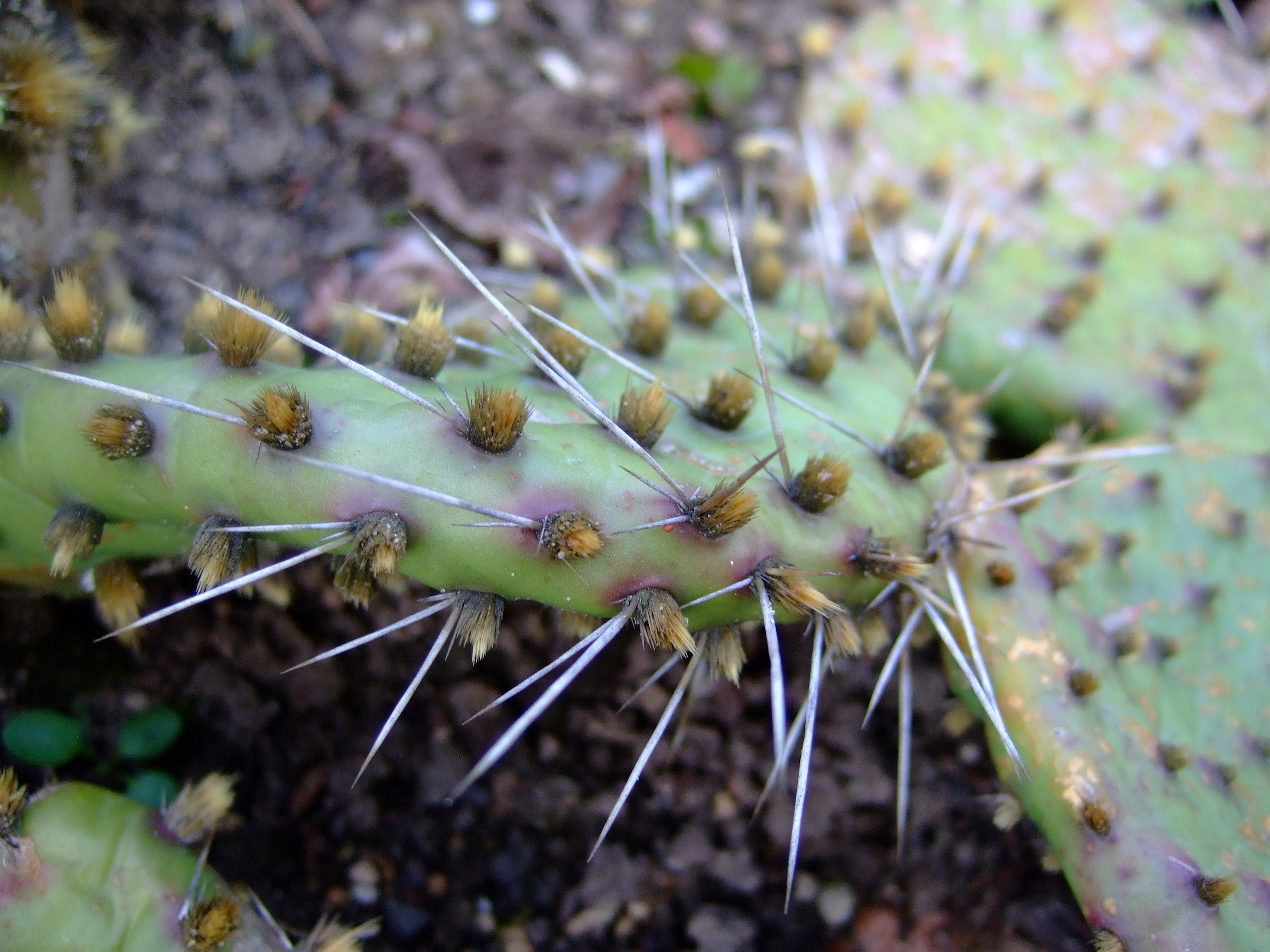
Eine Platykladie von Opuntia howeyi mit Dornen und deutlich sichtbaren Glochiden.

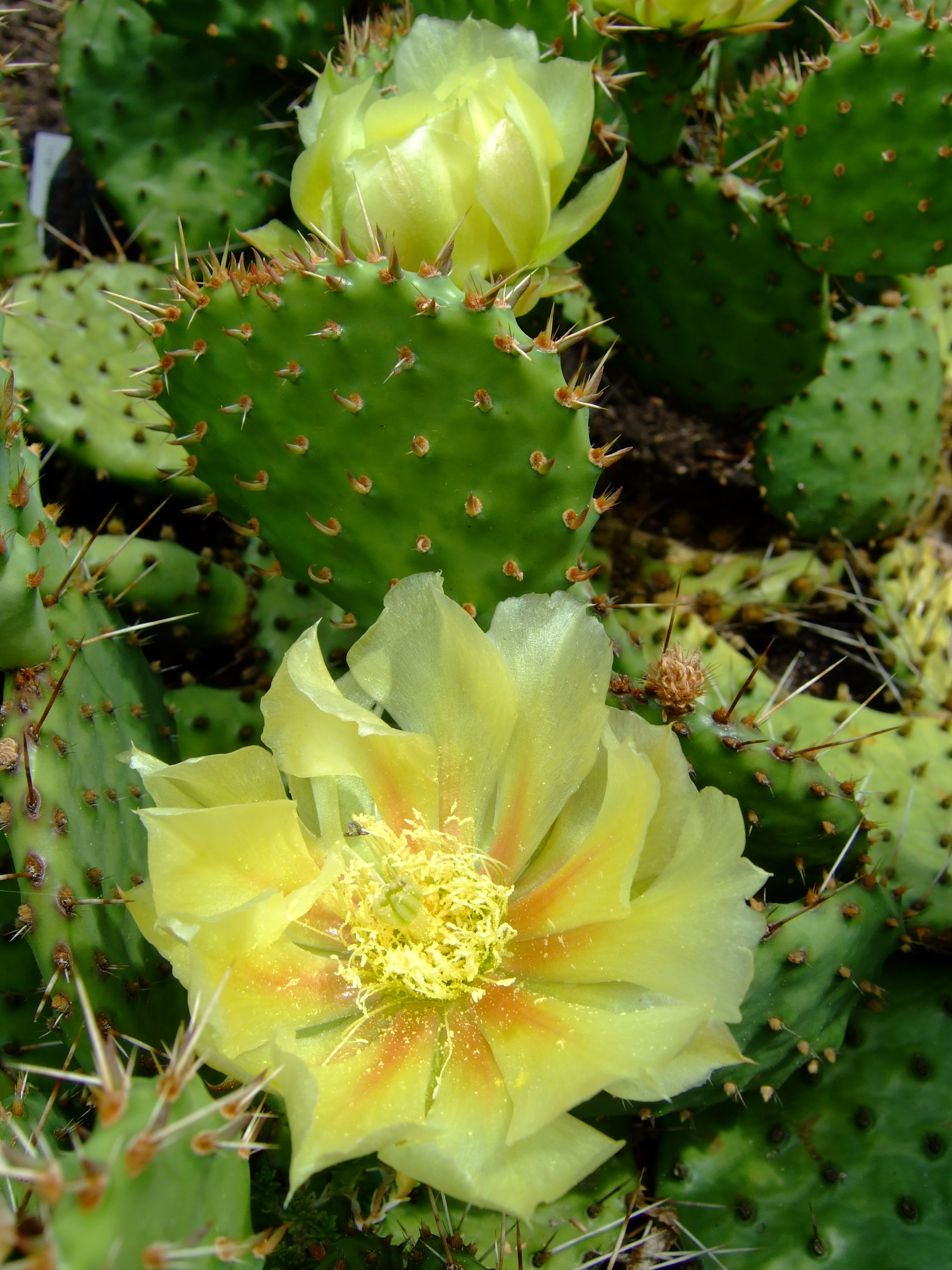
Die Blüten von Opuntia howeyi sind wie bei vielen Opuntien gelb.

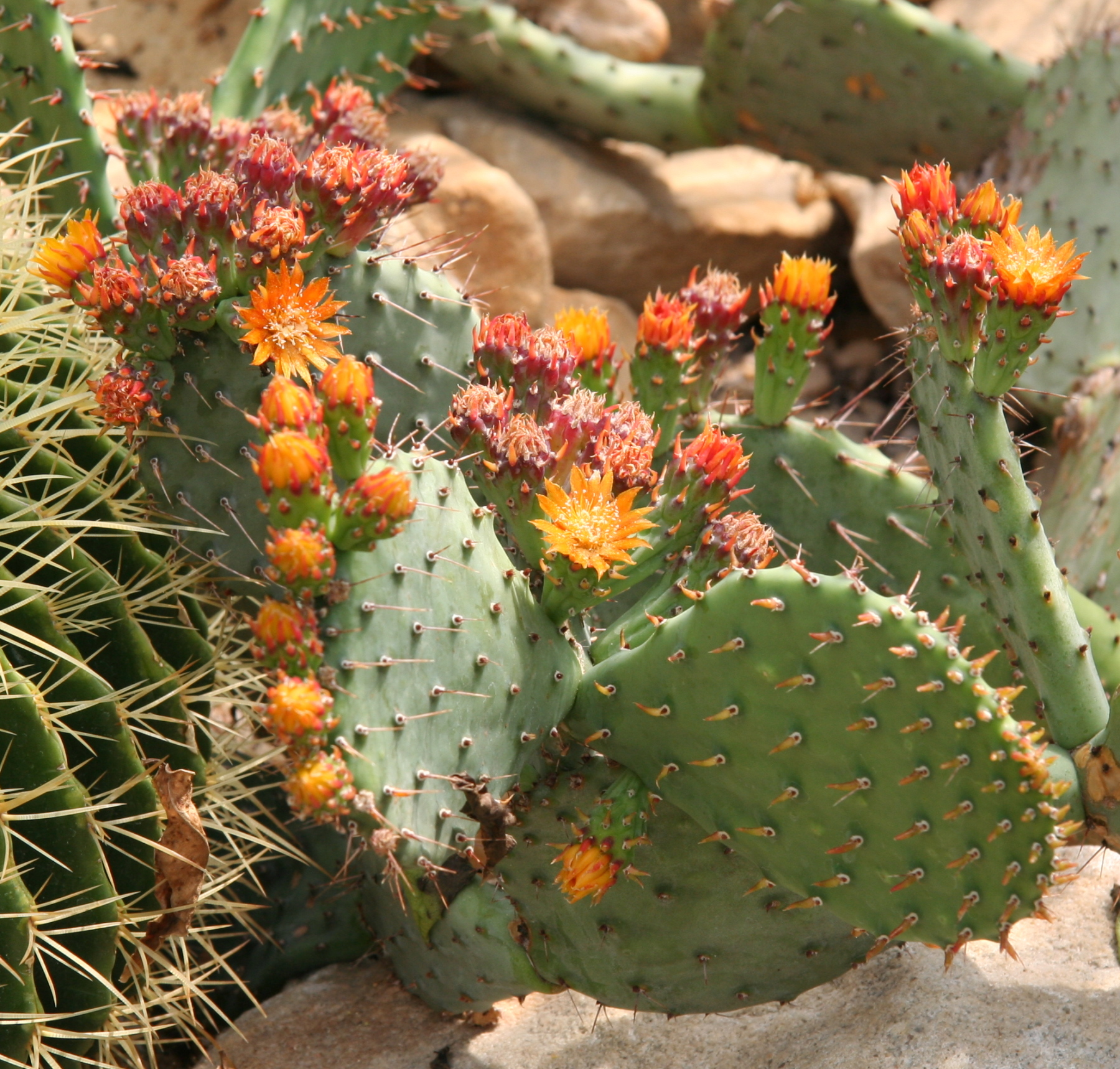
Opuntia stenopetala ist zweihäusig.

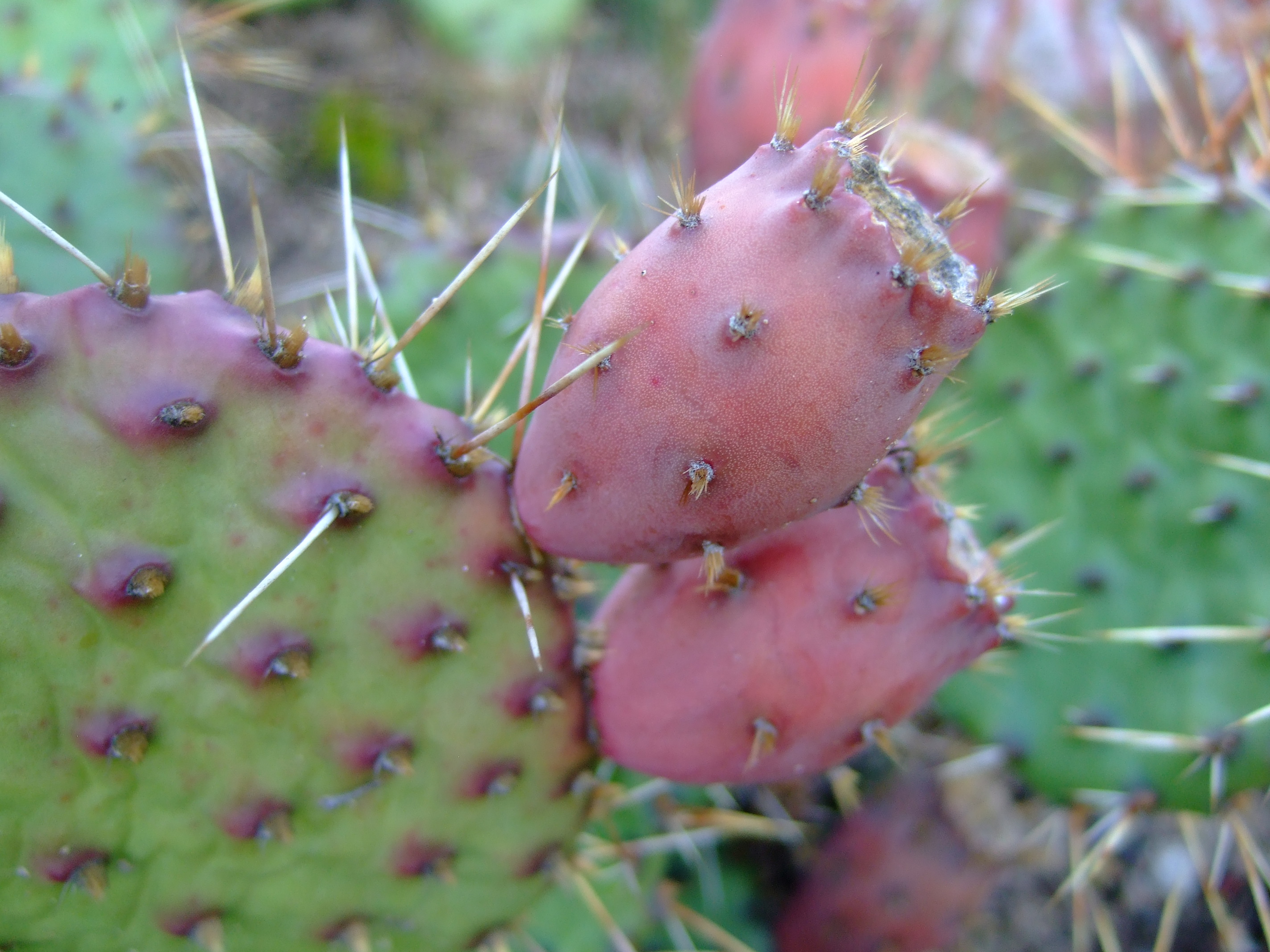
Die Früchte von Opuntia howeyi tragen Glochiden.

### Vegetative Merkmale
Opuntien wachsen strauchig bis baumähnlich, sind aufrecht oder kriechend und bilden gelegentlich Haufen oder Matten. Sie sind häufig reich verzweigt und können Wuchshöhen von 10 Metern und mehr erreichen. Einige Arten besitzen einen gut ausgebildeten, länglich runden Stamm, der zu Beginn erkennbar gegliedert ist und im Alter durchgehend erscheint. Die einzelnen Triebabschnitte, häufig Glieder genannt, sind merklich miteinander verbunden. Die grünen oder manchmal rötlich bis violetten Triebe bestehen aus abgeflachten, blattähnlichen Segmenten (Platykladien), die rund, eiförmig, elliptisch, zylindrisch oder rhomboid geformt sind. Ihre kahle oder fein behaarte Oberfläche ist nahezu glatt bis höckrig. Sie sind 2 bis 60 (selten 120) Zentimeter lang und 1,2 bis 40 Zentimeter breit.
Die gewöhnlich elliptischen, runden oder umgekehrt-eiförmigen Areolen in den Blattachseln (Axillen) sind 3 bis 8 (selten 10) Millimeter lang und 1 bis 7 (selten 10) Millimeter breit. Sie sind weiß, grau oder gelbbraun bis braun bewollt. Die Areolenwolle wird im Alter weiß oder grau bis schwarz. Die von den Areolen gebildeten kleinen, ungestielten, fleischigen Laubblätter sind zylindrisch bis konisch und fallen frühzeitig ab. Glochiden entspringen entweder nur am Rand einer Areole oder bilden Büschel. Sie sind anfangs weiß, gelb bis braun oder rotbraun und werden später weiß bis braun oder rotbraun. Die bis 15 (oder mehr) nadelförmigen bis pfriemlichen Dornen, die auch fehlen können, sind im Querschnitt länglich rund bis eckig-abgeflacht und werden bis 75 (selten 170) Millimeter lang. Die Dornen sind weiß, gelb bis braun, rotbraun bis grau oder schwarz gefärbt und werden mit zunehmendem Alter grau bis dunkelbraun bis schwarz. Manchmal sind sie an den Spitzen gelb oder blasser gefärbt.

### Blüten
Die mit wenigen Ausnahmen (beispielsweise Opuntia stenopetala und Opuntia quimilo) zweigeschlechtigen und radiärsymmetrischen Blüten entspringen an den Rändern der Triebabschnitte. Sie stehen für gewöhnlich einzeln und sind von variabler Farbe. Die äußeren Tepalen sind grün bis gelb und an den Rändern mit der Farbe der inneren Tepalen getönt, die blass gelb bis orange und rosa bis rot bzw. violett gefärbt sind. Selten sind die Blüten weiß oder weisen an der Basis eine andere Farbe auf. Das Perikarpell ist kugel- bis kreiselförmig und mit Areolen sowie blattähnlichen Schuppen besetzt. Eine Blütenröhre fehlt.
Die Staubblätter sind für gewöhnlich gelb oder grün und kreisförmig oder spiralförmig um den Griffel angeordnet. Sie zeigen eine ausgeprägte Thigmotaxis. Als Reaktion auf einen Berührungsreiz krümmen sie sich in Richtung des Griffels und umschließen diesen. Der Griffel ist einfach, hohl und normalerweise grün oder gelb, kann aber auch rosa, rot oder orange sein. Die breitblättrige Narbe ragt über die Staubblätter hinaus. Der einfächrige Fruchtknoten enthält mehrere hundert Samenanlagen.

### Früchte und Samen
Die nicht aufplatzenden, gelegentlich gestielten Früchte stehen einzeln, manchmal auch in Büscheln und sind keulenförmig bis zylindrisch, eiförmig oder verkehrt-eiförmig bis fast kugelig geformt. Sie sind 10 bis 120 Millimeter lang und 8 bis 120 Millimeter breit. Sie bestehen aus dem geschlossenen Hypanthium, das die Pulpe (Pericarp) und die vielen darin eingebetteten Samen enthält (Acrosarcum, Scheinfrucht).
Die Früchte weisen eine glatte oder höckrige Oberfläche auf und können, manchmal auch stark, bedornt sein und Glochiden tragen. Sie sind fleischig bis saftig oder trocken. Fleischige Früchte sind grün, gelb oder rot bis violett, trockene Früchte gelblich braun bis grau gefärbt.
Die Früchte enthalten wenige bis viele, weiße bis braune Samen, die seitlich merklich abgeplattet sind. Die Samen sind kreis- bis nierenförmig. Sie sind 3 bis 10 Millimeter lang. Der kleine Samenmantel ist kahl oder fein behaart.

### Genetik und Alter
Die Basischromosomenzahl der Gattung entspricht mit {\displaystyle x=11} der aller Kakteengewächse. Polyploidie ist bei den Opuntien, wie bei allen Gattungen der Unterfamilie der Opuntioideae, häufig anzutreffen.
In Rattenabfallhaufen der Amerikanischen Buschratten wurden die bisher einzigen fossilen Überreste der Kakteengewächse entdeckt. Die mittels der C-14-Methode auf ein Alter von etwa 24.000 Jahre datierten Reste stammen von einer zylindrischen Opuntie.

## Lebenszyklus
Die Samen von Opuntien, beispielsweise Opuntia stricta, sind bis zu 15 Jahre keimfähig. Für eine erfolgreiche Keimung benötigen die Samen eine Keimruhe von in der Regel mindestens einem Jahr. Um diese zu umgehen und auch die Aussaat frisch gesammelter Samen zu ermöglichen, wurden mehr oder weniger erfolgreiche Versuche unternommen, die Samen mechanisch oder mit Säuren zu behandeln. Von der Aussaat bis zur Keimung vergehen wenige Tage bis mehrere Wochen. Die Sämlinge können ein beachtliches Längenwachstum aufweisen, so wachsen Sämlinge von Opuntia echios im ersten Jahr bis zu 25 Zentimeter. Die Sämlinge der Opuntien gehören zu Nahrung vieler Pflanzenfresser und bedürfen zum Überleben des Schutzes anderer Opuntien oder ausdauernder Pflanzen, unter denen sie heranwachsen können.
Im Gegensatz zu allen anderen Gattungen der Kakteengewächse können sich aus dem Meristem einer Areole entweder Kladien oder Blüten entwickeln. Die Entwicklung einer Blütenknospe bis zum Blühen dauert zwischen 21 und 47 Tagen (maximal 75 Tage). Für das Heranreifen der Früchte werden zwischen 45 und 154 Tage benötigt. Die längste Reifezeit wurde bei Opuntia joconostle beobachtet und betrug 224 Tage. Die Früchte werden von Tieren gefressen, die die Samen mit ihren Ausscheidungen verbreiten.

## Ökologie

### Bestäubung
Die Blüten der Opuntien werden von zahlreichen Hautflüglern, einigen Käfern, zwei Arten der Schmetterlinge und zehn Vogelarten aufgesucht, die jedoch nicht alle zur Bestäubung beitragen. Bei den meisten Opuntien erfolgt die Bestäubung durch Bienen, da die Blüten der Opuntien an diese Bestäuber besonders gut angepasst sind (Melittophilie). Um Pollen von den unteren Staubbeuteln zu sammeln, laufen die Bienen den Griffel entlang und nehmen dadurch die Bestäubung vor.
Die Mehrheit der bestäubenden Hautflügler sind polylektisch und daher nicht auf eine Pflanzenfamilie spezialisiert. Die Gattungen Ashmeadiella, Diadasia, Melissodes und Lithurge sind hingegen ausschließlich auf Opuntien spezialisierte Hautflügler (oligolektisch). Von den Gattungen Diadasia und Lithurge nimmt man an, dass sie sich stammesgeschichtlich gemeinsam mit den Opuntien entwickelt haben (Koevolution).
Einige der auf den Galápagos-Inseln verbreiteten Opuntienarten werden durch die zu den Darwinfinken gehörenden Grundfinken Españolagrundfink, Spitzschnabel-Grundfink und Kaktus-Grundfink (Geospiza scandens) bestäubt. Für die Bestäubung von Opuntia quimilo und Opuntia stenopetala sind Kolibris verantwortlich.
Bei den Opuntien wurde sowohl Selbstbestäubung (mit dem Pollen der eigenen Blüte) als auch Fremdbestäubung (mit dem Pollen einer anderen Blüte der gleichen Pflanze) und Xenogamie (mit dem Pollen von einer anderen Pflanze) nachgewiesen.

### Agamospermie
Opuntien bilden häufig Samen ohne vorherige Befruchtung aus (Agamospermie). Meistens handelt es sich dabei um aus Nucellus-Gewebe gebildete Adventivembryonen (Sporophytische Agamospermie). Bei Opuntia streptacantha konnte Diplosporie nachgewiesen werden, bei der sich ein Embryo aus einer unreduzierten Eizelle bildet.

### Ausbreitung
Opuntien sind bei ihrer Ausbreitung nicht auf bestimmte Tierarten angewiesen. Je nach Verbreitungsgebiet können dies kleine oder größere Säugetiere, Vögel, Eidechsen oder Schildkröten sein, die die Früchte der Opuntien fressen. Im südafrikanischen Kruger-Nationalpark wurden beispielsweise Paviane und Elefanten als Verbreiter von Opuntia stricta nachgewiesen. Die auf den Galápagos-Inseln heimischen Opuntien werden unter anderem von der Galápagos-Ratte (Oryzomys bauri) verbreitet. Im Magen der Tiere wird die harte Samenschale durch die Verdauungssäfte angegriffen und so die Keimfähigkeit der Samen erhöht (Verdauungsausbreitung). Im mexikanischen Hochland von San Luis Potosí ist einer der Hauptverbreiter der dort beheimateten Opuntien die Ameisengattung Pogonomyrmex (Ameisenausbreitung).
Opuntien breiten sich nicht nur durch Samen, sondern auch durch vegetative Vermehrung aus. Die Flachsprosse vieler Opuntienarten lassen sich relativ leicht voneinander trennen. Fallen sie auf den Boden, entstehen aus den Areolen zunächst Adventivwurzeln und schließlich eine neue Pflanze. Opuntia fragilis breitet sich wahrscheinlich nur auf diese Weise aus. Seltenere Formen der Ausbreitung nutzen ein vorhandenes Rhizom (beispielsweise Opuntia megarhiza) oder oberirdische oder unterirdische Ausläufer (beispielsweise Opuntia polyacantha).

## Verbreitung und Standorte

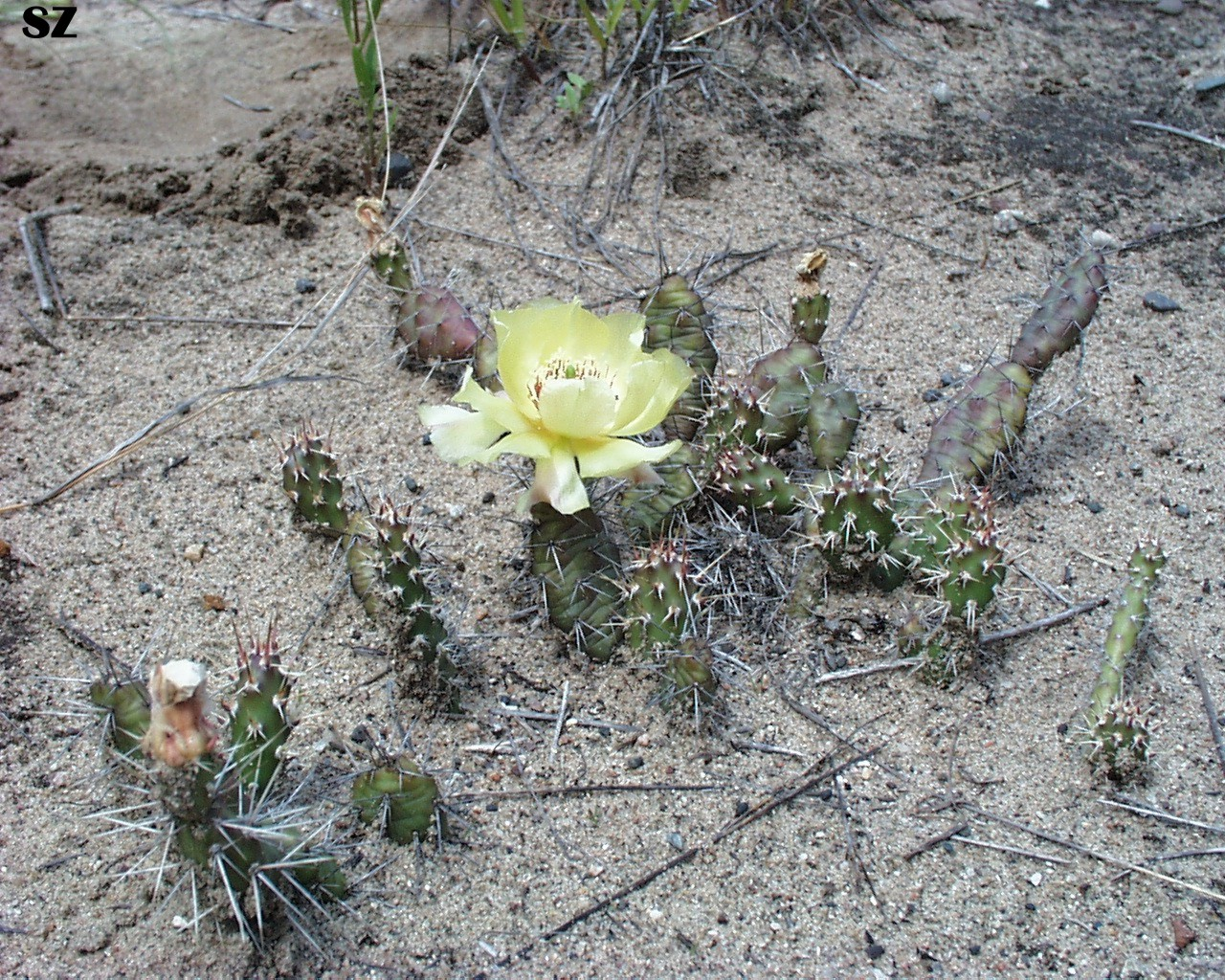
Opuntia fragilis ist die am nördlichsten verbreitete Art. Sie wächst im Süden von Kanada.

Das Verbreitungsgebiet der Opuntien erstreckt sich vom Süden Kanadas, wo mit Opuntia fragilis die am nördlichsten verbreitete Kakteenart wächst, bis in den Süden von Argentinien. Es reicht von der Karibik im Osten bis zu den Galápagos-Inseln im Westen. Mexiko ist mit etwa 75 Arten das Hauptverbreitungsgebiet. Opuntien sind in vielen Ländern, beispielsweise im Mittelmeerraum, in Südafrika oder Australien eingebürgert.
Opuntien wachsen in ariden und semiariden sowie in gemäßigten und tropischen Gebieten, in Höhenlagen, die vom Meeresspiegelniveau bis in eine Höhe von 4700 Metern reichen. Einige Arten, wie beispielsweise Opuntia howeyi, sind extrem frostresistent und sogar in Mitteleuropa winterhart.

## Systematik
Die Opuntien sind die artenreichste Gattung innerhalb der Unterfamilie Opuntioideae, die sich von den anderen Unterfamilien der Kakteengewächse durch das Vorhandensein von Glochiden und einen harten, knochigen Samenmantel unterscheidet. Die Gattung der Opuntien wurde 1754, ein Jahr nach der Einführung der Binären Nomenklatur, von Philip Miller aufgestellt. Die Typusart der Gattung ist Opuntia ficus-indica.
Über viele Arten der Opuntien gibt es nur wenig gesicherte Erkenntnisse. Das betrifft vor allem die im Süden von Mexiko, in der Karibik und in Südamerika verbreiteten Arten. Erschwert wird die taxonomische Situation dadurch, dass Opuntien untereinander leicht Hybriden bilden und sich bei den vom Menschen kultivierten Arten zahlreiche Formen gebildet haben.

### Systematik nach N.Korotkova et al. (2021)
Die Gattung umfasst folgenden Arten:
- Opuntia abjecta Small ex Britton & Rose[8]
- Opuntia aciculata Griffiths
- Opuntia altomagdalenensis Xhonneux
- Opuntia anacantha Speg.
  - Opuntia anacantha var. anacantha
  - Opuntia anacantha var. kiska-loro (Speg.) R.Kiesling
  - Opuntia anacantha var. retrorsa (Speg.) R.Kiesling
  - Opuntia anacantha var. utkilio (Speg.) R.Kiesling
- Opuntia arechavaletae Speg.
- Opuntia arenaria Engelm.
- Opuntia atrispina Griffiths
- Opuntia auberi Pfeiff.
- Opuntia aurantiaca Lindl.
- Opuntia aurea E.M.Baxter
- Opuntia aureispina (S.Brack & K.D.Heil) Pinkava & B.D.Parfitt
- Opuntia austrina Small[8]
- Opuntia azurea Rose
  - Opuntia azurea var. azurea
  - Opuntia azurea var. diplopurpurea A.M.Powell & Weedin
  - Opuntia azurea var. discolor Weedin
  - Opuntia azurea var. parva A.M.Powell & Weedin
- Opuntia bahamana Britton & Rose
- Opuntia basilaris Engelm. & J.M.Bigelow
  - Opuntia basilaris var. basilaris
  - Opuntia basilaris var. brachyclada (Griffiths) Munz
  - Opuntia basilaris var. heilii S.L.Welsh & Neese
  - Opuntia basilaris var. longiareolata (Clover & Jotter) L.D.Benson
  - Opuntia basilaris var. treleasei (J.M.Coult.) J.M.Coult. ex Toumey
- Opuntia boldinghii Britton & Rose
- Opuntia bonaerensis Speg.
- Opuntia bonplandii (Kunth) F.A.C.Weber
- Opuntia bravoana Baxter
- Opuntia canterae Arechav.
- Opuntia caracassana Salm-Dyck
- Opuntia cespitosa Raf.[8]
- Opuntia chaffeyi Britton & Rose
- Opuntia chisosensis (M.S.Anthony) D.J.Ferguson
- Opuntia chlorotica Engelm. & J.M.Bigelow
- Opuntia clarkiorum Rebman
- Opuntia cochenillifera (L.) Mill.
- Opuntia colubrina A.Cast.
- Opuntia comonduensis (J.M.Coult.) Britton & Rose
- Opuntia crystalenia Griffiths
- Opuntia cubensis Britton & Rose
- Opuntia cuija (Griffiths & Hare) Britton & Rose
- Opuntia curassavica (L.) Mill.
- Opuntia curvispina Griffiths
- Opuntia cymochila Engelm. & J.M.Bigelow
- Opuntia deamii Rose
- Opuntia decumbens Salm-Dyck
- Opuntia dejecta Salm-Dyck
- Opuntia delafuentiana Martínez-Gonz., Luna-Vega, Gallegos & García-Sand.
- Opuntia depauperata Britton & Rose
- Opuntia depressa Rose
- Opuntia discolor Britton & Rose
- Opuntia drummondii Graham[8]
- Opuntia echios Howell
  - Opuntia echios var. barringtonensis E.Y.Dawson
  - Opuntia echios var. echios
  - Opuntia echios var. gigantea Howell
  - Opuntia echios var. inermis E.Y.Dawson
  - Opuntia echios var. zacana (J.T.Howell) E.F.Anderson & Walk.
- Opuntia eichlamii Rose
- Opuntia elata Link & Otto ex Salm-Dyck
  - Opuntia elata var. cardiosperma (K.Schum.) R.Kiesling
  - Opuntia elata var. elata
- Opuntia elatior Mill.
- Opuntia elizondoana E.Sánchez & Villaseñor
- Opuntia ellisiana Griffiths
- Opuntia engelmannii Salm-Dyck ex Engelm.
  - Opuntia engelmannii var. engelmannii
  - Opuntia engelmannii var. flavispina (L.D.Benson) B.D.Parfitt & Pinkava
  - Opuntia engelmannii var. flexospina (Griffiths) B.D.Parfitt & Pinkava
  - Opuntia engelmannii var. laevis (J.M.Coult.) Felger
  - Opuntia engelmannii var. lindheimeri (Engelm.) B.D.Parfitt & Pinkava
  - Opuntia engelmannii var. linguiformis (Griffiths) B.D.Parfitt & Pinkava
- Opuntia excelsa Sánchez-Mej.
- Opuntia feracantha Britton & Rose
- Opuntia ficus-indica (L.) Mill.
- Opuntia fragilis (Nutt.) Haw.
- Opuntia fuliginosa Griffiths
- Opuntia galapageia Hemsl.
  - Opuntia galapageia var. galapageia
  - Opuntia galapageia var. macrocarpa E.Y.Dawson
  - Opuntia galapageia var. profusa E.F.Anderson & Walk.
- Opuntia gallegiana Scheinvar & Olalde
- Opuntia gaumeri (Britton & Rose) R.Puente & Majure
- Opuntia gosseliniana F.A.C.Weber
- Opuntia guatemalensis Britton & Rose
- Opuntia guilanchi Griffiths
- Opuntia helleri K.Schum. ex B.L.Rob.
- Opuntia hitchcockii G.J.Ortega
- Opuntia hondurensis Standl.
- Opuntia howeyi J.A.Purpus
- Opuntia huajuapensis Bravo
- Opuntia humifusa (Raf.) Raf.
- Opuntia hyptiacantha F.A.C.Weber
- Opuntia inaequilateralis A.Berger
- Opuntia inaperta (A.Schott ex Griffiths) D.R.Hunt
- Opuntia insularis A.Stewart
- Opuntia jaliscana Bravo
- Opuntia joconostle F.A.C.Weber
- Opuntia karwinskiana Salm-Dyck
- Opuntia lagunae Baxter ex Bravo
- Opuntia lasiacantha Pfeiff.
- Opuntia leucotricha DC.
- Opuntia littoralis (Engelm.) Cockerell
- Opuntia lutea (Rose) D.R.Hunt
- Opuntia macbridei Britton & Rose
- Opuntia mackensenii Rose
- Opuntia macrocentra Engelm.
- Opuntia macrorhiza Engelm.
- Opuntia martiniana (L.D.Benson) B.D.Parfitt
- Opuntia megacantha Salm-Dyck
- Opuntia megapotamica Arechav.
  - Opuntia megapotamica var. chadihuensis Oakley & Villamil
  - Opuntia megapotamica var. megapotamica
  - Opuntia megapotamica var. salagria (A.Cast.) Oakley
- Opuntia megarrhiza Rose
- Opuntia megasperma J.T.Howell
  - Opuntia megasperma var. megasperma
  - Opuntia megasperma var. mesophytica Lundh
  - Opuntia megasperma var. orientalis (J.T.Howell) D.M.Porter
- Opuntia mesacantha Raf.[8]
  - Opuntia mesacantha subsp. lata (Small) Majure
  - Opuntia mesacantha subsp. mesacantha
- Opuntia microdasys (Lehm.) Pfeiff.
- Opuntia militaris Britton & Rose
- Opuntia monacantha (Willd.) Haw.
- Opuntia nemoralis Griffiths[8]
- Opuntia ochrocentra Small ex Britton & Rose[8]
- Opuntia olmeca Joel Pérez, J.Reyes & Brachet[9]
- Opuntia orbiculata Salm-Dyck ex Pfeiff.
- Opuntia oricola Philbrick
- Opuntia pachyrrhiza H.M.Hern.
- Opuntia pailana Weing.
- Opuntia parviclada S.Arias & Gama
- Opuntia penicilligera Speg.
- Opuntia pennellii Britton & Rose
- Opuntia perotensis Scheinvar, Olalde & Gallegos
- Opuntia phaeacantha Engelm.
- Opuntia pilifera F.A.C.Weber
- Opuntia pinkavae B.D.Parfitt
- Opuntia pittieri Britton & Rose
- Opuntia polyacantha Haw.
  - Opuntia polyacantha var. erinacea (Engelm. & J.M.Bigelow) B.D.Parfitt
  - Opuntia polyacantha var. hystricina (Engelm. & J.M.Bigelow) B.D.Parfitt
  - Opuntia polyacantha var. nicholii (L.D.Benson) B.D.Parfitt
  - Opuntia polyacantha var. polyacantha
- Opuntia pottsii Salm-Dyck
- Opuntia preciadoae Scheinvar, Olalde, Gallegos & J.Morales S.
- Opuntia puberula Pfeiff.
- Opuntia pubescens H.L.Wendl. ex Pfeiff.
- Opuntia pumila Rose
- Opuntia pycnantha Engelm.
- Opuntia quimilo K.Schum.
- Opuntia quitensis F.A.C.Weber
- Opuntia rastrera F.A.C.Weber
- Opuntia repens Bello
- Opuntia rioplatense Font
- Opuntia ritteri A.Berger
- Opuntia robinsonii G.J.Ortega
- Opuntia robusta Pfeiff.
- Opuntia rufida Engelm.
- Opuntia sanguinea Proctor
- Opuntia santarita (Griffiths & Hare) Rose
- Opuntia saxicola Howell
- Opuntia scheeri F.A.C.Weber
- Opuntia schumannii F.A.C.Weber ex A.Berger
- Opuntia setispina Engelm. ex Salm-Dyck
- Opuntia setocarpa Arreola-Nava, Cuevas-Guzmán, Guzmán-Hernández & González-Durán[10]
- Opuntia soederstromiana Britton & Rose
- Opuntia spinulifera Salm-Dyck
- Opuntia staffordae Bullock
- Opuntia stenarthra K.Schum.
- Opuntia stenopetala Engelm.
- Opuntia streptacantha Lem.
- Opuntia stricta (Haw.) Haw.
- Opuntia strigil Engelm.
- Opuntia sulphurea Gillies ex Salm-Dyck
- Opuntia tapona Engelm. ex J.M.Coult.
- Opuntia tehuacana S.Arias & U.Guzmán
- Opuntia tehuantepecana (Bravo) Bravo
- Opuntia tezontepecana Gallegos & Scheinvar
- Opuntia tomentosa Salm-Dyck
- Opuntia tortispina Engelm. & J.M.Bigelow
- Opuntia triacantha (Willd.) Sweet
- Opuntia tuna (L.) Mill.
- Opuntia undulata Griffiths
- Opuntia urbaniana Werderm.
- Opuntia velizii Lodé
- Opuntia velutina F.A.C.Weber
- Opuntia ventanensis M.A.Long
- Opuntia wilcoxii Britton & Rose
- Opuntia woodsii Backeb.

Darunter die Hybriden:
- Opuntia ×aequatorialis Britton & Rose
- Opuntia ×andersonii H.M.Hern.
- Opuntia ×carstenii R.Puente & C.Hamann
- Opuntia ×cervicornis Späth
- Opuntia ×charlestonensis Clokey
- Opuntia ×cochinera Griffiths
- Opuntia ×coloradensis D.J.Barnett & Donnie Barnett
- Opuntia ×columbiana Griffiths
- Opuntia ×debreczyi Szutorisz
- Opuntia ×demissa Griffiths
- Opuntia ×edwardsii V.E.Grant & K.A.Grant
- Opuntia ×elisae D.Guillot & P.Van der Meer
- Opuntia ×lucayana Britton
- Opuntia ×occidentalis Engelm. & J.M.Bigelow
- Opuntia ×rooneyi M.P.Griff.
- Opuntia ×spinosibacca M.S.Anthony
- Opuntia ×vaseyi (J.M.Coult.) Britton & Rose
- Opuntia ×wootonii Griffiths

Synonyme der Gattung sind Cactus [unranked] Opuntia L. (1753), Terecaulis Berge (1842), Nopalea Salm-Dyck (1850), Nopal Thierry ex Rümpler (1885, nom. inval.), Opuntia subg. Platopuntia Engelm. (1856), Platyopuntia (Engelm.) Frič & Schelle ex Kreuz. (1935), Platyopuntia (Engelm.) F.Ritter (1979, nom. inval.), Ficindica St.-Lag. (1880), Phyllarthus Neck. ex M.Gómez (1914), Tunas Lunell (1916), Chaffeyopuntia Frič & Schelle ex Kreuz. (1935), Subulatopuntia Frič & Schelle (1935), Plutonopuntia P.V.Heath (1999) und Cactodendron Bigelow (1856, nom. inval.)

### Systematik nach Anderson/Eggli (2005)
Nach Edward F. Anderson (2005) gehören die folgenden Arten, Unterarten und Varietäten zur Gattung der Opuntien:
- Opuntia acaulis Ekman & Werderm.
- Opuntia aciculata Griffiths
- Opuntia alko-tuna Cárdenas = Opuntia elata var. cardiosperma (K.Schum.) R.Kiesling
- Opuntia ammophila Small = Opuntia austrina Small
- Opuntia amyclaea Ten. = Opuntia ficus-indica (L.) Mill.
- Opuntia anacantha Speg.
  - Opuntia anacantha var. anacantha
  - Opuntia anacantha var. kiska-loro (Speg.) R.Kiesling
  - Opuntia anacantha var. retrorsa (Speg.) R.Kiesling
  - Opuntia anacantha var. utkilio (Speg.) R.Kiesling
- Opuntia antillana Britton & Rose = Opuntia cubensis Britton & Rose
- Opuntia apurimacensis (F.Ritter) R.Crook & Mottram = Opuntia ficus-indica (L.) Mill.
- Opuntia arcei Cárdenas =? Opuntia streptacantha Lem.
- Opuntia armata Backeb. ≡ Airampoa armata (Backeb.) Doweld
- Opuntia assumptionis K.Schum. = Opuntia stenarthra K.Schum.
- Opuntia atrispina Griffiths
- Opuntia atropes Rose = Opuntia velutina F.A.C.Weber
- Opuntia auberi Pfeiff.
- Opuntia aurantiaca Gillies ex Lindl.
- Opuntia aurea E.M.Baxter
- Opuntia aureispina (S.Brack & K.D.Heil) Pinkava & B.D.Parfitt
- Opuntia austrina Small
- Opuntia azurea Rose
- Opuntia basilaris Engelm. & J.M.Bigelow
  - Opuntia basilaris var. basilaris
  - Opuntia basilaris var. brachyclada (Griffiths) Munz
  - Opuntia basilaris var. longiareolata (Clover & Jotter) L.D.Benson
  - Opuntia basilaris var. treleasei (J.M.Coult.) J.M.Coult. ex Toumey
- Opuntia bella Britton & Rose = Opuntia pittieri Britton & Rose
- Opuntia bensonii Sánchez-Mej. = Opuntia engelmannii Salm-Dyck ex Engelm.
- Opuntia bisetosa Pittier = Opuntia caracassana Salm-Dyck
- Opuntia boldinghii Britton & Rose = Opuntia repens Bello
- Opuntia bonplandii (Kunth) F.A.C.Weber
- Opuntia borinquensis Britton & Rose
- Opuntia bravoana E.M.Baxter
- Opuntia caracassana Salm-Dyck
- Opuntia cardiosperma K.Schum. ≡ Opuntia elata var. cardiosperma (K.Schum.) R.Kiesling
- Opuntia chaffeyi Britton & Rose
- Opuntia chavena Griffiths = Opuntia hyptiacantha F.A.C.Weber
- Opuntia chihuahuensis Rose = Opuntia phaeacantha Engelm.
- Opuntia chisosensis (M.S.Anthony) D.J.Ferguson
- Opuntia chlorotica Engelm. & J.M.Bigelow
- Opuntia cochabambensis Cárdenas = Salmonopuntia schickendantzii (F.A.C.Weber) Font & M.Köhler
- Opuntia cochenillifera (L.) Mill.
- Opuntia cognata (F.Ritter) P.J.Braun & Esteves = Opuntia stenarthra K.Schum.
- Opuntia colubrina A.Cast.
- Opuntia conjungens (F.Ritter) P.J.Braun & Esteves = Salmonopuntia schickendantzii (F.A.C.Weber) Font & M.Köhler
- Opuntia crassa Haw. = Opuntia ficus-indica (L.) Mill.
- Opuntia crystalenia Griffiths
- Opuntia curassavica (L.) Mill.
- Opuntia cymochila Engelm. & J.M.Bigelow
- Opuntia darrahiana F.A.C.Weber =? Opuntia ×lucayana Britton
- Opuntia deamii Rose
- Opuntia decumbens Salm-Dyck
- Opuntia dejecta Salm-Dyck
- Opuntia delaetiana (F.A.C.Weber) Vaupel = Opuntia elata var. cardiosperma (K.Schum.) R.Kiesling
- Opuntia depauperata Britton & Rose
- Opuntia depressa Rose
- Opuntia dillenii (Ker Gawl.) Haw. = Opuntia stricta (Haw.) Haw.
- Opuntia discolor Britton & Rose
- Opuntia durangensis Rose = Opuntia leucotricha DC.
- Opuntia echios J.T.Howell
  - Opuntia echios var. barringtonensis E.Y.Dawson
  - Opuntia echios var. echios
  - Opuntia echios var. gigantea (J.T.Howell) D.M.Porter
  - Opuntia echios var. inermis E.Y.Dawson
  - Opuntia echios var. zacana (Howell) E.F.Anderson & Walk.
- Opuntia eichlamii Rose
- Opuntia ekmanii Werderm. = Opuntia cubensis Britton & Rose
- Opuntia elata Salm-Dyck
- Opuntia elatior Mill.
- Opuntia elizondoana E.Sánchez & Villaseñor
- Opuntia ellisiana Griffiths
- Opuntia engelmannii Salm-Dyck ex Engelm.
  - Opuntia engelmannii var. cuija Griffiths & Hare ≡ Opuntia cuija (Griffiths & Hare) Britton & Rose
  - Opuntia engelmannii var. engelmannii
  - Opuntia engelmannii var. flavispina (L.D.Benson) B.D.Parfitt & Pinkava
  - Opuntia engelmannii var. flexospina (Griffiths) B.D.Parfitt & Pinkava
  - Opuntia engelmannii var. lindheimeri (Engelm.) B.D.Parfitt & Pinkava
  - Opuntia engelmannii var. linguiformis (Griffiths) B.D.Parfitt & Pinkava
- Opuntia excelsa Sánchez-Mej.
- Opuntia feroacantha Britton & Rose ≡? Opuntia feracantha Britton & Rose
- Opuntia ficus-indica (L.) Mill.
- Opuntia fragilis (Nutt.) Haw.
- Opuntia fuliginosa Griffiths
- Opuntia galapageia Hensl.
  - Opuntia galapageia var. galapageia
  - Opuntia galapageia var. macrocarpa E.Y.Dawson
  - Opuntia galapageia var. profusa E.F.Anderson & Walk.
- Opuntia gosseliniana F.A.C.Weber
- Opuntia guatemalensis Britton & Rose
- Opuntia guilanchi Griffiths
- Opuntia helleri K.Schum.
- Opuntia hitchcockii J.G.Ortega
- Opuntia hondurensis Standl.
- Opuntia howeyi J.A.Purpus
- Opuntia huajuapensis Bravo
- Opuntia humifusa (Raf.) Raf.
- Opuntia hyptiacantha F.A.C.Weber
- Opuntia inaequilateralis A.Berger
- Opuntia inaperta (A.Schott ex Griffiths) D.R.Hunt
- Opuntia infesta (F.Ritter) F.Ritter ex Iliff = Opuntia pubescens H.L.Wendl. ex Pfeiff.
- Opuntia insularis A.Stewart
- Opuntia jaliscana Bravo
- Opuntia jamaicensis Britton & Harris = Opuntia tuna (L.) Mill.
- Opuntia joconostle F.A.C.Weber
- Opuntia karwinskiana Salm-Dyck
- Opuntia laevis J.M.Coult. ≡ Opuntia engelmannii var. laevis (J.M.Coult.) Felger, Verrier & Carnahan
- Opuntia lagunae E.M.Baxter ex Bravo
- Opuntia larreyi F.A.C.Weber ex J.M.Coult. = Opuntia robusta Pfeiff.
- Opuntia lasiacantha Pfeiff.
- Opuntia leucotricha DC.
- Opuntia lilae Trujillo & Marisela Ponce ≡ Tacinga lilae (Trujillo & Marisela Ponce) Majure & R.Puente
- Opuntia littoralis (Engelm.) Cockerell
- Opuntia lutea (Rose) D.R.Hunt
- Opuntia macrocentra Engelm.
  - Opuntia macrocentra var. macrocentra
  - Opuntia macrocentra var. minor M.S.Anthony = Opuntia mackensenii Rose
- Opuntia macrorhiza Engelm.
  - Opuntia macrorhiza var. macrorhiza
  - Opuntia macrorhiza var. pottsii (Salm-Dyck) L.D.Benson ≡ Opuntia pottsii Salm-Dyck
- Opuntia martiniana (L.D.Benson) B.D.Parfitt
- Opuntia megacantha Salm-Dyck
- Opuntia megapotamica Arechav
- Opuntia megarrhiza Rose
- Opuntia megasperma J.T.Howell
  - Opuntia megasperma var. megasperma
  - Opuntia megasperma var. mesophytica Lundh
  - Opuntia megasperma var. orientalis (J.T.Howell) D.M.Porter
- Opuntia microdasys (Lehm.) Pfeiff.
- Opuntia monacantha (Willd.) Haw.
- Opuntia montevideensis Speg. = Opuntia aurantiaca Lindl.
- Opuntia nejapensis Bravo = Opuntia stricta (Haw.) Haw.
- Opuntia neochrysacantha Bravo = Opuntia engelmannii Salm-Dyck ex Engelm.
- Opuntia nuda (Backeb.) G.D.Rowley = Opuntia cochenillifera (L.) Mill.
- Opuntia orbiculata Salm-Dyck ex Pfeiff.
- Opuntia oricola Philbrick
- Opuntia pachona Griffiths = Opuntia streptacantha Lem.
- Opuntia pachyrrhiza H.M.Hern., Gómez-Hin. & Bárcenas
- Opuntia pailana Weing.
- Opuntia pampeana Speg. = Opuntia sulphurea Gillies ex Salm-Dyck
- Opuntia parviclada S.Arias & Gama
- Opuntia penicilligera Speg.
- Opuntia pennellii Britton & Rose
- Opuntia phaeacantha Engelm.
- Opuntia pilifera F.A.C.Weber
- Opuntia pinkavae B.D.Parfitt
- Opuntia pittieri Britton & Rose
- Opuntia pituitosa (F.Ritter) F.Ritter ex Iliff = Opuntia megapotamica var. megapotamica
- Opuntia polyacantha Haw.
  - Opuntia polyacantha var. polyacantha
  - Opuntia polyacantha var. arenaria (Engelm.) B.D.Parfitt ≡ Opuntia arenaria Engelm.
  - Opuntia polyacantha var. erinacea (Engelm. & J.M.Bigelow) B.D.Parfitt
  - Opuntia polyacantha var. hystricina (Engelm. & J.M.Bigelow) B.D.Parfitt
  - Opuntia polyacantha var. nicholii (L.D.Benson) B.D.Parfitt
- Opuntia puberula Pfeiff.
- Opuntia pubescens H.L.Wendl. ex Pfeiff.
- Opuntia pumila Rose
- Opuntia pusilla (Haw.) Haw.
- Opuntia pycnantha Engelm. ex J.M.Coult.
- Opuntia pyriformis Rose = Opuntia leucotricha DC.
- Opuntia quimilo K.Schum.
- Opuntia quitensis F.A.C.Weber
- Opuntia rastrera F.A.C.Weber
- Opuntia repens Bello
- Opuntia rileyi J.G.Ortega = Opuntia tomentosa Salm-Dyck
- Opuntia ritteri A.Berger
- Opuntia robinsonii J.G.Ortega
- Opuntia roborensis Cárdenas = Opuntia anacantha var. anacantha
- Opuntia robusta H.L.Wendl.
- Opuntia rufida Engelm.
- Opuntia salmiana J.Parm. ex Pfeiff. ≡ Salmonopuntia salmiana (J.Parm. ex Pfeiff.) P.V.Heath
- Opuntia salvadorensis Britton & Rose = Opuntia guatemalensis Britton & Rose
- Opuntia sanguinea Proctor
- Opuntia santa-rita (Griffiths & Hare) Rose = Opuntia gosseliniana F.A.C.Weber
- Opuntia saxicola J.T.Howell
- Opuntia scheeri F.A.C.Weber
- Opuntia schickendantzii F.A.C.Weber ≡ Salmonopuntia schickendantzii (F.A.C.Weber) Font & M.Köhler
- Opuntia securigera Borg
- Opuntia soederstromiana Britton & Rose
- Opuntia spinulifera Salm-Dyck
- Opuntia spraguei J.G.Ortega = Opuntia tomentosa Salm-Dyck
- Opuntia stenarthra K.Schum.
- Opuntia stenopetala Engelm.
- Opuntia streptacantha Lem.
- Opuntia stricta (Haw.) Haw.
- Opuntia strigil Engelm.
- Opuntia subsphaerocarpa Speg. = Opuntia stenarthra K.Schum.
- Opuntia sulphurea Gillies ex Salm-Dyck
  - Opuntia sulphurea subsp. sulphurea
  - Opuntia sulphurea subsp. brachyacantha (F.Ritter) P.J.Braun & Esteves = Opuntia sulphurea Gillies ex Salm-Dyck
  - Opuntia sulphurea subsp. spinibarbis (F.Ritter) P.J.Braun & Esteves = Opuntia sulphurea Gillies ex Salm-Dyck
- Opuntia tapona Engelm. ex J.M.Coult.
- Opuntia taylorii Britton & Rose = Opuntia pubescens H.L.Wendl. ex Pfeiff.
- Opuntia tehuacana S.Arias & Gama
- Opuntia tehuantepecana (Bravo) Bravo
- Opuntia tenuiflora Small = Opuntia stricta (Haw.) Haw.
- Opuntia tomentella A.Berger = Opuntia tomentosa Salm-Dyck
- Opuntia tomentosa Salm-Dyck
- Opuntia triacantha (Willd.) Sweet
- Opuntia tuna (L.) Mill.
- Opuntia turbinata Small = Opuntia triacantha (Willd.) Sweet
- Opuntia undulata Griffiths
- Opuntia urbaniana Werderm.
- Opuntia velutina F.A.C.Weber
- Opuntia viridirubra (F.Ritter) P.J.Braun & Esteves = Opuntia arechavaletae Speg.
  - Opuntia viridirubra subsp. viridirubra
  - Opuntia viridirubra subsp. rubrogemmia (F.Ritter) P.J.Braun & Esteves = Opuntia elata var. elata
- Opuntia vitelliniflora (F.Ritter) P.J.Braun & Esteves = Opuntia anacantha var. anacantha
  - Opuntia vitelliniflora subsp. vitelliniflora
  - Opuntia vitelliniflora subsp. interjecta (F.Ritter) P.J.Braun & Esteves = Opuntia elata var. elata
- Opuntia wetmorei Britton & Rose = Maihueniopsis glomerata (Haw.) R.Kiesling
- Opuntia wilcoxii Britton & Rose
- Opuntia zamudioi Scheinvar =? Opuntia leucotricha DC.

Außerdem sind folgende natürlichen Hybriden bekannt:
- Opuntia ×aequatorialis Britton & Rose
Die natürliche hexaploide Hybride zwischen Opuntia pubescens und Opuntia soederstromiana ist in Ecuador in der Provinz Chimborazo verbreitet.
- Opuntia ×alta Griffiths
Die natürliche Hybride zwischen Opuntia engelmannii und Opuntia stricta ist in den Vereinigten Staaten im Bundesstaat Texas verbreitet.
- Opuntia ×andersonii H.M.Hern., Gómez-Hin. & Bárcenas
Die natürliche Hybride zwischen Opuntia engelmannii und Opuntia microdasys ist in Mexiko im Süden von Tamaulipas und im Norden von San Luis Potosí verbreitet.
- Opuntia ×bakeri Madsen
Ist vermutlich eine monoploide natürliche Hybride zwischen Opuntia pubescens und Opuntia soederstromiana und ist in Ecuador in der Provinz Pichincha verbreitet.
- Opuntia ×columbiana Griffiths
Die natürliche Hybride zwischen Opuntia fragilis und Opuntia polyacantha var. polyacantha ist im Nordwesten der Vereinigten Staaten im Bundesstaat Washington verbreitet.
- Opuntia ×cubensis Britton & Rose
Die natürliche Hybride zwischen Opuntia militaris und Opuntia triacantha ist in der Karibik verbreitet.
- Opuntia ×curvospina Griffiths
Die natürliche Hybride zwischen Opuntia chlorotica und Opuntia phaeacantha ist im Südwesten der Vereinigten Staaten in den Bundesstaaten Kalifornien und Nevada verbreitet.
- Opuntia ×edwardsii V.E.Grant & K.A.Grant
Die natürliche Hybride zwischen Opuntia engelmannii und Opuntia macrorhiza ist im Süden der Vereinigten Staaten in Texas verbreitet.
- Opuntia ×lucayana Britton
Die natürliche Hybride zwischen Opuntia dillenii und Consolea nashii ist auf den Bahamas verbreitet
- Opuntia ×occidentalis Engelm. & J.M.Bigelow
Die natürliche Hybride zwischen Opuntia engelmannii und Opuntia phaeacantha ist im Südwesten der Vereinigten Staaten im Süden des Bundesstaates Kalifornien sowie im Nordwesten Mexiko im Bundesstaat Baja California verbreitet.
- Opuntia ×rooneyi M.P.Griff.
Die natürliche Hybride zwischen Opuntia aureispina und Opuntia macrocentra ist im Süden der Vereinigten Staaten im Brewster County von Texas verbreitet.
- Opuntia ×spinosibacca M.S.Anthony
Die natürliche Hybride zwischen Opuntia aureispina und Opuntia phaeacantha ist im Süden der Vereinigten Staaten im Big-Bend-Nationalpark im Westen von Texas verbreitet. Ein englischer Trivialname ist „Spiny-Fruited Prickly Pear“.
- Opuntia ×vaseyi (J.M.Coult.) Britton & Rose
Die natürliche Hybride zwischen Opuntia littoralis und Opuntia phaeacantha ist im Südwesten der Vereinigten Staaten im Süden von Kalifornien verbreitet. Englische Trivialnamen sind „Apricot Prickly Pear“, „Golden Prickly Pear“ und „Sprawling Prickly Pear“
- Opuntia ×wootonii Griffiths
Die natürliche Hybride zwischen Opuntia engelmannii und Opuntia phaeacantha ist im Süden der Vereinigten Staaten im Bundesstaat New Mexico verbreitet.

Synonyme der Gattung sind Nopalea Salm-Dyck (1850), Phyllarthus Neck. ex M.Gómez (1914, nom. inval.), Platyopuntia Frič (1931. nom. inval.), Chaffeyopuntia Frič (1935, nom. inval.), Clavarioidia Frič & Schelle (1935, nom. inval.), Clavatopuntia Frič & Schelle (1935, nom. inval.) Salmiopuntia Frič (1935, nom. inval.), Subulatopuntia Frič & Schelle (1935, nom. inval.), Parviopuntia Soulaire (1955, nom. inval.), Plutonopuntia P.V.Heath (1999) und Salmonopuntia P.V.Heath (1999).

## Etymologie und Symbolik

Im Wappen von Mexiko spiegelt sich die Gründung Tenochtitláns wider.

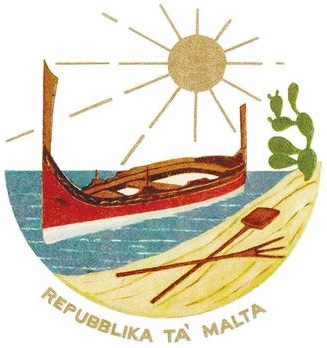
Im Hoheitszeichen, das Malta von 1975 bis 1988 führte, ist eine Opuntie abgebildet.

### Etymologie
In Kapitel 12 des ersten Buches von De historia plantarum libri decem beschrieb Theophrastos von Eresos eine Pflanze, die nahe der griechischen Stadt Opus in der antiken Region Lokris Opuntia, im Gebiet der heutigen Präfektur Fthiotida, wuchs. Etwa zweihundert Jahre später berichtete Plinius der Ältere:

„Circa Opuntem est herba etiam homini dulcis, mirumque e folio eius radicem fieri ac sic eam nasci.“

„In der Umgebung von Opus findet man eine Pflanze, die auch für den Menschen süß schmeckt; merkwürdig ist, daß aus ihrem Blatt eine Wurzel entsteht und sie sich auf diese Weise fortpflanzt.“

Bei der von Theophrastos und Plinius erwähnten Pflanze handelte es sich nicht um ein Kakteengewächs. Joseph Pitton de Tournefort verwandte den Namen Opuntia für die 1700 von ihm aufgestellte Gattung, da die häufig fälschlicherweise als „Blätter“ bezeichneten Opuntientriebe die Eigenschaft besitzen, Wurzeln zu treiben, sobald sie auf die Erde gelegt werden.

### Symbolik
Opuntien sind eng mit der Gründung von Tenochtitlán (Stadt des Steinkaktus) durch die Azteken verbunden, die sich gemäß einer Prophezeiung nach ihrem Auszug aus Aztlán dort niederließen, wo ein Adler auf einer Opuntie sitzt und mit einer Schlange kämpft. Im Wappen von Mexiko spiegelt sich diese Legende noch heute wider.
Auf Malta ist die eingebürgerte Opuntia ficus-indica weit verbreitet und wird zur Herstellung eines Likörs genutzt. Die Bedeutung dieser Opuntie führte dazu, dass sie von 1975 bis 1988 Bestandteil des maltesischen Hoheitszeichens war.

## Botanische Geschichte

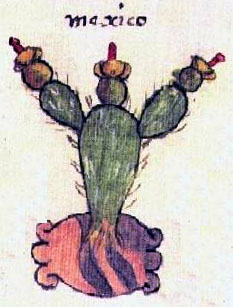
Eine Opuntie war das Symbol für Tenochtitlán im Aztekischen Dreibund (1428).

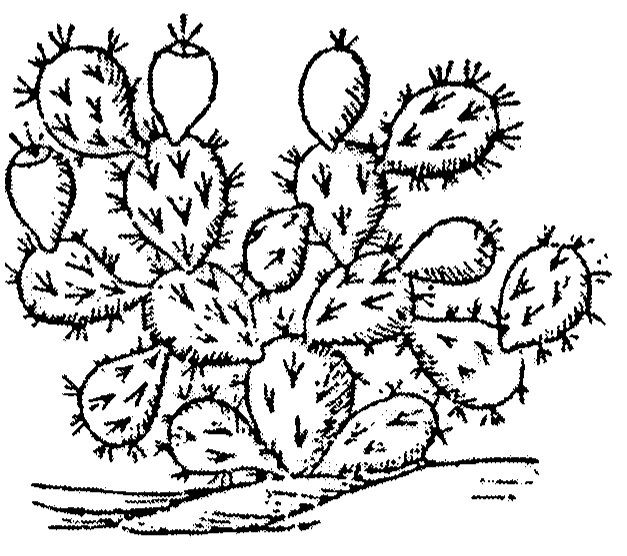
Die frühesten europäischen Abbildungen von Opuntien stammen aus Gonzalo Fernández de Oviedos Historia General y Natural de las Indias, Islas y Tierra Firme del Mar Océano von 1535.

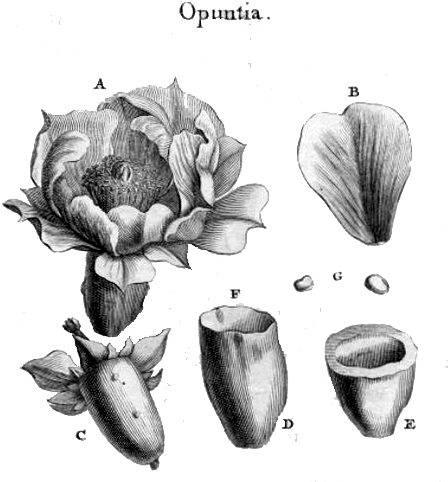
Joseph Pitton de Tourneforts Beschreibung der Gattung Opuntia in Institutiones Rei Herbariae von 1700 wurde durch diese Tafel vervollständigt.

Zahlreiche Aztekencodices enthalten Darstellungen von Opuntien sowie anderen Kakteen und Sukkulenten. In dem 1552 von Martin de la Cruz und Juan Badiano zusammengestellten Codex Badianus ist beispielsweise eine detailgetreue farbige Zeichnung einer als Tlatocnochtli bezeichneten Opuntie enthalten. Neben den 13 aufgeführten Varietäten, gaben sie auch eine Rezeptur zur Behandlung von Brandwunden an, die als einen Bestandteil einen Opuntiensaft enthielt. Bernardino de Sahagúns berichtete in seinem 1569 fertiggestellten Codex Florentinus ebenfalls über den Anbau und die Nutzung der Opuntien durch die Azteken.
Die ersten Opuntien kamen vermutlich kurz nach der Entdeckung Amerikas nach Europa. Die ältesten europäischen Abbildungen der Opuntien sind in Gonzalo Fernández de Oviedos Werk Historia General y Natural de las Indias, Islas y Tierra Firme del Mar Océano von 1535 zu finden. Er beschrieb darin die Nutzung der Opuntien zur Weinherstellung und Farbstoffgewinnung. Giovan Battista Ramusios Sammlung von Reiseberichten Delle Navigationi e Viaggi (Venedig 1556) enthält ebenfalls die Abbildung einer Opuntie. In seinen Kommentaren zu Pedanios Dioscurides De Materia Medica verwies Pietro Andrea Mattioli 1558 auf die medizinische Nutzung der Opuntien. 1571 erwähnten Matthias de L’Obel und Pierre Pena in ihrer Beschreibung der „Indischen Feigen-Tuna“, dass die Pflanze in Spanien, Frankreich, Italien wüchse und in Belgien von Apothekern kultiviert würde. Francisco Hernández, der ab 1570 im Auftrag des spanischen Königs Philipp II. das Vizekönigreich Neuspanien sieben Jahre lang erforschte, unterschied bereits sechs Arten von Nochtlis (Tunas): Iztacnochtli, die den Spaniern als „Indische Feige“ (higuera de las indias) bekannt war, Coznochtli, Tlatonochtli, Tlapalnochtli, Tzapnochtli und Zacanochtli.
Der Name Opuntia wurde erstmals 1700 von Joseph Pitton de Tournefort für eine Pflanzengattung verwendet. In Institutiones Rei Herbariae führte er nach einer kurzen Gattungsdiagnose insgesamt 11 Arten auf. Als Carl von Linné 1753 für sein Werk Species Plantarum die Kakteengewächse bearbeitete, verwarf er die alten, eingeführten Gattungsbezeichnungen Cereus, Melocactus, Opuntia sowie Pereskia und führte alle Kakteen unter dem Gattungsnamen Cactus, darunter auch die Opuntien Opuntia cochenillifera (Cactus cochenillifer), Opuntia curassavica (Cactus curassavicus), Opuntia ficus-indica (Cactus ficus indica und Cactus opuntia) und Opuntia tuna (Cactus tuna). Nur ein Jahr später führte Philip Miller den Gattungsnamen Opuntia wieder ein. Miller benutzte für seine 14 Arten jedoch noch nicht die von Linné eingeführte binäre Nomenklatur, sondern die davor üblichen beschreibenden lateinischen Phrasen. So wurde Opuntia ficus-indica beispielsweise mit der Phrase Opuntia articulis ovato-oblongis, spinis setaceis (Opuntia mit länglich-ovalen Gliedern und borstigen Dornen) beschrieben. Erst 1768 führte Miller die Binomen in seinem Werk ein.
George Engelmann untergliederte 1856 bei seiner Beschreibung von 50 amerikanischen Opuntien die Gattung erstmals in die Untergattungen Stenopuntia, Platopuntia, Cylindropuntia. In der ersten wissenschaftlichen Gesamtbearbeitung der Kakteengewächsen, die Karl Moritz Schumann Ende des 19, Jahrhunderts veröffentlichte, sind bereits 131 Opuntien-Arten verzeichnet. Als Nathaniel Lord Britton und Joseph Nelson Rose 1919 den ersten Band von The Cactaceae veröffentlichten, umfasste nach ihrer Auffassung die Gattung bereits mindestens 250 Arten. Aus der Literatur waren ihnen jedoch über 900 Namen bekannt, die zu den Opuntien zählen sollten, jedoch nicht oder ungenügend beschrieben waren. Bei ihrer Bearbeitung stellten sie für einige Arten der Opuntien neue Gattungen auf, beziehungsweise akzeptierten diese wieder (Nopalea, Maihuenia, Pereskiopsis). Andere Gattungen (Tephrocactus, Consolea) wurden hingegen bei ihnen Bestandteil der Opuntien. Curt Backeberg splittete 1958 ebenso wie später Friedrich Ritter (1980) die umfangreiche Gattung der Opuntien in weitere Gattungen auf.
1958 begann durch Gordon Douglas Rowley mit der Einbeziehung verschiedener Einzelgattungen in die Opuntien der gegenläufige Trend hin zu einer großen Sammelgattung, der noch bis 1999 anhielt. Roberto Kiesling (* 1941) unterbreitete 1984 einen Vorschlag, verschiedene Arten wieder aus den Opuntien in eigene Gattungen auszugliedern. Von der Cactaceae Working Party der Internationalen Organisation für Sukkulentenforschung wurden diese Überlegungen lange Zeit zurückgewiesen. 2001 bestätigten Untersuchungen der DNA und zur Morphologie von Samen, Pollen und Dornen, dass ein derart breites Gattungskonzept polyphyletisch ist und sich nicht aufrechterhalten lässt.

## Nutzung

### Nutzung als Färbemittel

#### Karminerzeugende Cochenilleschildläuse

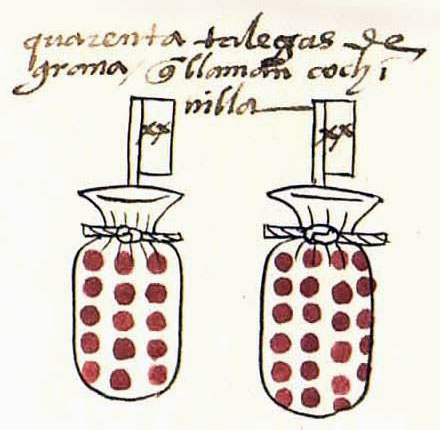
Im Codex Mendoza (um 1541) wurde neben anderen Tributzahlungen der Azteken an die Spanier auch die Ablieferung von Karminpulver dargestellt.

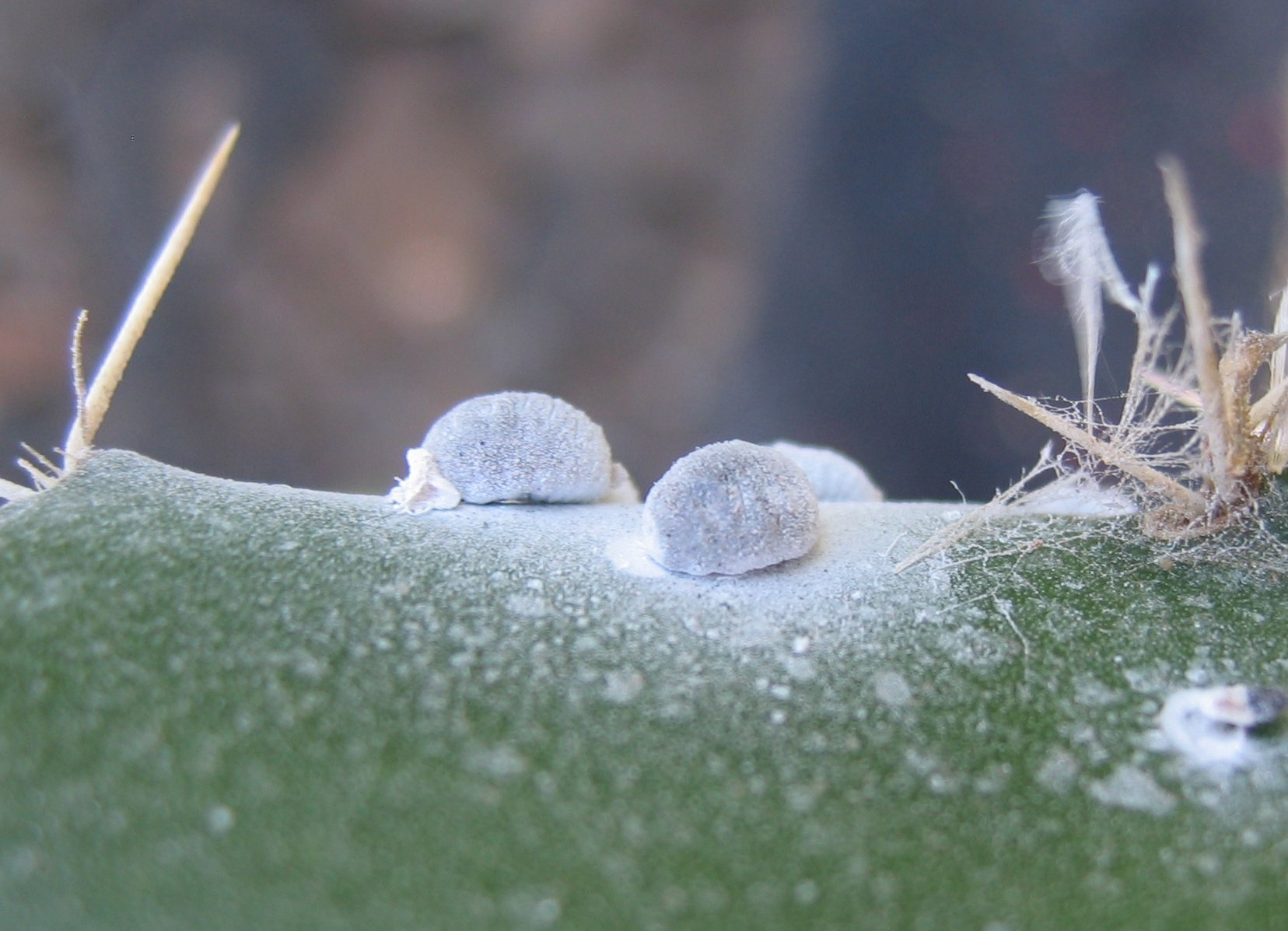
Um aus den weiblichen Cochenilleschildläusen den Farbstoff Karmin herstellen zu können, sind Opuntien als Wirtspflanzen notwendig.

Seit etwa 1100 bauten die Azteken auf großen Plantagen „Nochtli“-Pflanzen (Opuntia cochenillifera) an, um den Farbstoff Karmin herzustellen. Ihre Oberhäupter trugen leuchtende karminrote Gewänder, mit denen sie die Spanier beeindruckten. Das Verfahren zur Herstellung roter Textilien konnte mittlerweile schon in der viel älteren Paracas-Kultur nachgewiesen werden.
Die spanischen Eroberer erkannten den Handelswert des Farbstoffes schnell. Sie hüteten das Geheimnis seiner Herstellung streng und über viele Jahrzehnte erfolgreich. Es war Nicolas Hartsoeker, der 1694 in Essai de dioptrique erstmals eine gezeichnete vergrößerte Darstellung einer Cochenilleschildlaus veröffentlichte. Zehn Jahre später studierte Antoni van Leeuwenhoek die für die Farbproduktion verantwortlichen Schildläuse (insbesondere Dactylopius coccus) sehr genau und konnte damit endgültig klären, dass nicht die Opuntien, sondern die darauf lebenden Insekten für die Farbstoffherstellung notwendig sind. 1776 reiste Nicolas Joseph Thiéry de Ménonville im Auftrag der französischen Regierung nach Mexiko, um die Details der Farbstoffherstellung auszuspähen. Es gelang ihm, Opuntientriebe mit Cochenilleschildläusen auszuführen, die er im haitianischen Port-au-Prince auch erfolgreich vermehren konnte.
Als Wirtspflanzen für die Cochenilleschildläuse eignen sich auch weitere Opuntienarten. Auf den Kanarischen Inseln entstanden große Anpflanzungen von Opuntia ficus-indica, die für die Farbstoffherstellung bis heute genutzt werden. Um 1 Kilogramm Karminpulver zu erzeugen, sind 140.000 Insekten notwendig. Die Insekten werden durch Hitze getötet und anschließend getrocknet. Obwohl der aus den Insekten gewonnene Farbstoff durch die Herstellung gleichwertiger synthetischer Farbstoffe an Bedeutung verloren hat, wird er noch in Mexiko, Chile, den Kanarischen Inseln und verschiedenen afrikanischen Staaten produziert. Der Hauptanteil wird in Peru hergestellt. Mit natürlich produziertem Karmin werden beispielsweise Nahrungs- und Genussmittel und kosmetische Produkte gefärbt.

#### Opuntienfrüchte
Die Früchte von Opuntia schumannii werden im Norden von Südamerika verwendet, um Speiseeis und Fruchtsäfte zu färben. Mit den Früchten von Opuntia dillenii werden aus Hanffasern gefertigte Seile rot eingefärbt. Opuntia polyacantha und Opuntia humifusa wurden von dem Absarokee, den Dakota und den Pawnee als Beizmittel eingesetzt.

### Nutzung als Futtermittel
Während der spanischen Kolonialherrschaft wurde in größerem Umfang Vieh, insbesondere Schafe und Ziegen, nach Mexiko eingeführt. In den Trockengebieten konnten die Tiere von den Farmern oft nur schlecht mit Wasser und Gras versorgt werden und streiften daher frei umher, um sich selbst zu versorgen. Dabei wurde beobachtet, wie sich das Vieh unter anderem von Opuntien ernährte. Um die Tiere in Trockenzeiten zu versorgen, wurden Opuntien von den Farmern in Mexiko seit dem 19. Jahrhundert schließlich gezielt als Futtermittel angebaut.
Als CAM-Pflanzen können Opuntien aus den in den ariden und semiariden Gebieten zur Verfügung stehenden Niederschlag etwa fünfmal so viel Biomasse wie C3-Pflanzen und dreimal so viele wie C4-Pflanzen erzeugen. Opuntien weisen einen hohen Brennwert auf und sind reich an Wasser, Vitaminen, Kohlenhydraten sowie Kalzium. Nachteilig ist der Mangel an Eiweißen, der durch eine geeignete Zusatzfütterung, beispielsweise mit Stroh, ausgeglichen werden muss.
Ende des 20. Jahrhunderts wurden weltweit auf etwa 900.000 Hektar Opuntien für die Nutzung als Futtermittel angebaut. Im Vergleich dazu betrug die für die Verwertung der Opuntien-Früchte genutzte Anbaufläche lediglich etwa 100.000 Hektar. Für den Anbau werden hauptsächlich Formen von Opuntia ficus-indica verwendet. Neben Mexiko werden Opuntien unter anderem in Äthiopien, Brasilien, Chile, Südafrika und den Vereinigten Staaten landwirtschaftlich genutzt. Die Bedeutung der Opuntien als Futtermittel wird nach Aussagen der Ernährungs- und Landwirtschaftsorganisation der Vereinten Nationen in Zukunft weiter an Bedeutung gewinnen.

### Sonstige Nutzung
Die jungen und noch weichen Triebabschnitte (Nopalito) werden insbesondere in der mexikanischen Küche gekocht als Gemüse oder Salat gegessen. Die Früchte (Tuna) werden als Frischobst verzehrt. Sie werden für die Herstellung pharmazeutischer und kosmetischer Produkte eingesetzt sowie bei der Behandlung von Krankheiten wie Diabetes, Arteriosklerose, Hypercholesterinämie, Herzerkrankungen, Adipositas, Darmkrebs und Magengeschwüren angewandt. Die Früchte von Opuntia ficus-indica sind essbar und können geschält roh gegessen oder zu Saft verarbeitet werden.
Bei der manuellen Ernte der Triebe und Früchte der Opuntien können die daran befindlichen Glochiden eine Dermatitis verursachen, die häufig als Sabra-Dermatitis bezeichnet wird.

## Opuntien als „Unkraut“
Als invasive Neophyten verbreiteten sich einige Opuntienarten beispielsweise im Mittelmeergebiet, in Australien, Indien, Südafrika und Hawaii so stark, dass sie dort als Unkraut angesehen und entsprechend bekämpft wurden. Aufgrund der bei den Opuntien ausgeprägten Fähigkeit, sich auch vegetativ vermehren zu können, konnten die Pflanzen nicht einfach durch Unterpflügen beseitigt werden. Erste Versuche zur biologischen Unkrautbekämpfung wurden 1863 in Nordindien unternommen. Die 1795 ursprünglich irrtümlich aus Brasilien eingeführte Schildlausart Dactylopius ceylonicus sollte eigentlich zur Herstellung von Cochenille-Rot dienen. Sie erwies sich später als ein wirksames Mittel gegen die aus Südamerika eingeschleppte Opuntia vulgaris. Der erfolgreiche Einsatz dieser Schildlaus gilt als das erste dokumentierte Beispiel einer biologischen Unkrautbekämpfung.

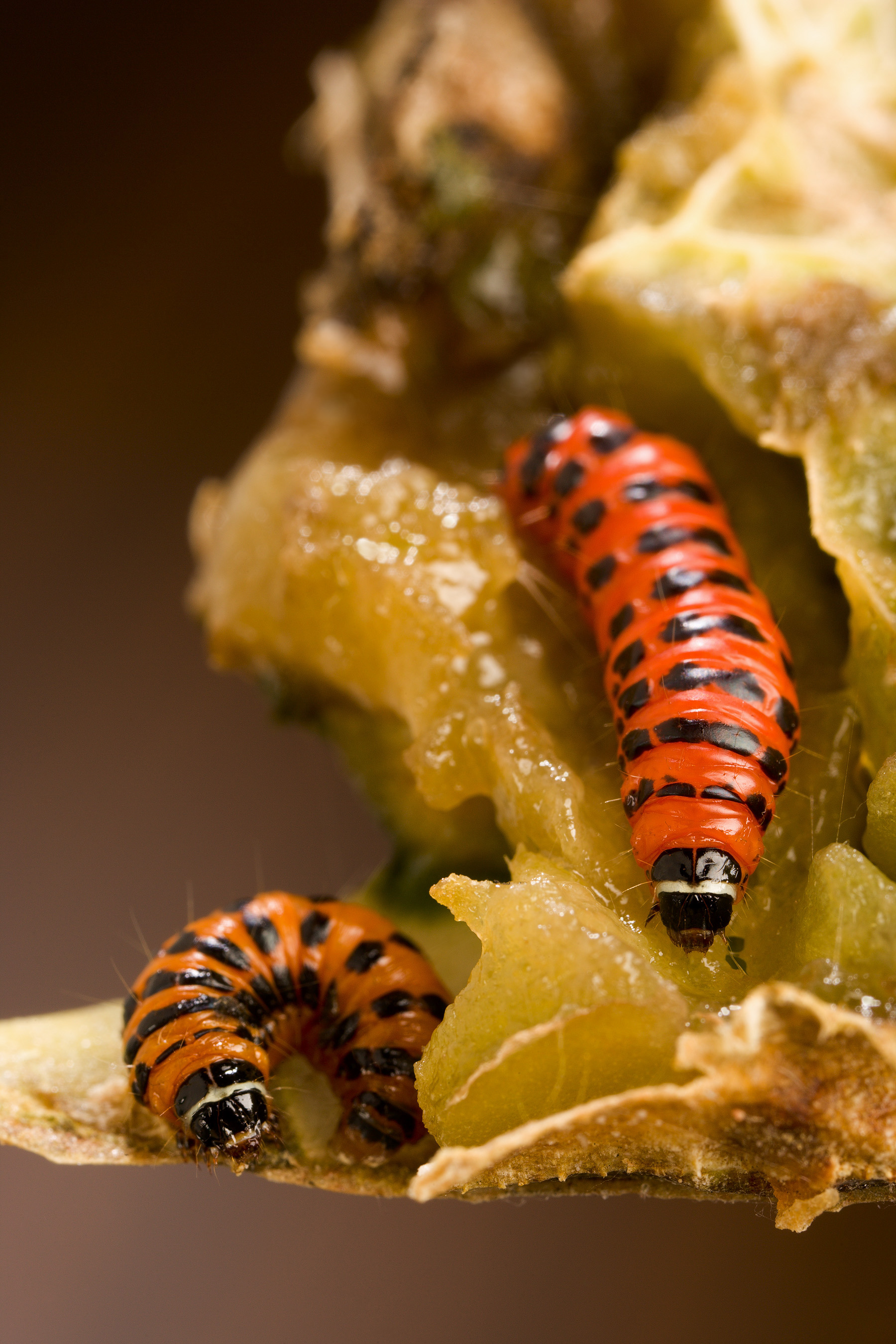
Die Larven von Cactoblastis cactorum zerfressen die Opuntientriebe.

Opuntia stricta diente 1832 in Australien, etwa 125 Kilometer nordwestlich von Sydney, als Hecke für die dortigen Weinberge und wurde sieben Jahre später als Zierpflanze in Sydney angepflanzt. Die Pflanzen verwilderten jedoch schnell und wurden zu einer Plage. Um 1883 war das Problem bereits so groß, dass die australische Regierung ein Gesetz zu ihrer Bekämpfung verabschiedete. Als 1914 Opuntia ficus-indica als potentielle Futterpflanze eingeführt wurde, verschlimmerte sich das Problem noch. Hauptsächlich in Queensland waren um 1925 etwa 25.000.000 Hektar von Opuntien bewachsen und konnten nicht mehr landwirtschaftlich genutzt werden. Von 1920 bis 1935 suchten Insektenkundler in den USA, Mexiko und Argentinien nach natürlichen Feinden der Opuntien. Von 150 gefundenen Arten wurden 52 nach Australien eingeführt. Zwölf konnten sich dort erfolgreich etablieren. Die 1925 eingeführten Larven der Kaktusmotte (Cactoblastis cactorum) vernichteten innerhalb von weniger als 10 Jahren etwa 90 Prozent des Bestandes der Opuntien.
In Südafrika wurden 1932 zur Bekämpfung der dornigen Form von Opuntia ficus-indica die Schildlaus Dactylopius opuntiae, Metamasius spinolae aus der Familie der Rüsselkäfer sowie Cactoblastis cactorum eingeführt. Anders als in Australien erwies sich hier Dactylopius opuntiae als am wirksamsten. Die auf Hawaii eingeführte Opuntia megacantha wurde insbesondere auf der Parker Ranch zu einem Problem. In den 1940er-Jahren wurden auch hier Dactylopius opuntiae und Cactoblastis cactorum zur Bekämpfung eingesetzt.
1989 wurde Cactoblastis cactorum zum ersten Mal auf den Florida Keys gefunden. Von dort breitet die Motte sich weiter aus und bedroht heute als Schädling die Opuntienkulturen im Süden der Vereinigten Staaten und in Mexiko.
Zur Unkrautplage können sich Opuntien auch in ihrem natürlichen Verbreitungsgebiet entwickeln. Im Süden von Texas pflügten Farmer große Flächen Ackerland, um exotische Gräser zu kultivieren. Sie sorgten dabei jedoch auch für die massenhafte vegetative Vermehrung von Opuntia engelmannii.

## Gefährdung
Im Anhang I des Washingtoner Artenschutz-Übereinkommens sind keine Opuntien enthalten. In der Roten Liste gefährdeter Arten der IUCN sind hingegen zehn Arten mit unterschiedlichem Bedrohungsstatus aufgeführt. Zwei Arten, Opuntia chaffeyi und Opuntia saxicola, gelten als vom Aussterben bedroht. Als bedroht oder gefährdet eingestuft sind die auf den Galápagos-Inseln endemischen Arten Opuntia echios, Opuntia galapageia, Opuntia helleri und Opuntia insularis. Dieser Gefährdungsgrad gilt auch für Opuntia megarhiza, Opuntia megasperma und Opuntia pachyrrhiza. Die einzige ungefährdete der zehn auf der Roten Liste geführten Opuntienarten ist Opuntia monacantha.

## Nachweise

## Weiterführende Literatur
- Richard Crook, Roy Mottram: Opuntia index. In: Bradleya. Band 13–23, 1995–2005:
  - Opuntia index, Part 1. Introduction and A–B. In: Bradleya. Band 13, 1995, S. 88–118 (doi:10.25223/brad.n13.1995.a10).
  - Opuntia index, Part 2. Nomenclatural note and C–E. In: Bradleya. Band 14, 1996, S. 99–144 (doi:10.25223/brad.n14.1996.a15).
  - Opuntia index, Part 3. Nomenclatural note and F. In: Bradleya. Band 15, 1997, S. 98–112 (doi:10.25223/brad.n15.1997.a12).
  - Opuntia index, Part 4. G–H. In: Bradleya. Band 16, 1998, S. 119–136 (doi:10.25223/brad.n16.1998.a11).
  - Opuntia index, Part 5. Nomenclatural note and I–L. In: Bradleya. Band 17, 1999, S. 109c131 (doi:10.25223/brad.n17.1999.a8).
  - Opuntia index, Part 6. M–O. In: Bradleya. Band 18, 2000, S. 113–140 (doi:10.25223/brad.n18.2000.a9).
  - Opuntia index, Part 7. P–Q. In: Bradleya. Band 19, 2001, S. 91–116 (doi:10.25223/brad.n19.2001.a11).
  - Opuntia index, Part 8. R. In: Bradleya. Band 20, 2002, S. 51–66 (doi:10.25223/brad.n20.2002.a9).
  - Opuntia index, Part 9. S. In: Bradleya. Band 21, 2003, S. 63–86 (doi:10.25223/brad.n21.2003.a13).
  - Opuntia index, Part 10. T–V. In: Bradleya. Band 22, 2004, S. 53–76 (doi:10.25223/brad.n22.2004.a7).
  - Opuntia index, Part 11. W–Z, Cultivars, Bibliography. In: Bradleya. Band 23, 2005, S. 57–78 (doi:10.25223/brad.n23.2005.a8).
- Lucas C. Majure, Raul Puente, M. Patrick Griffith, Walter S. Judd, Pamela S. Soltis, Douglas E. Soltis: Phylogeny of Opuntia s.s. (Cactaceae): Clade delineation, geographic origins, and reticulate evolution. In: American Journal of Botany. Band 99, Nummer 5, 2012, S. 847–864. doi:10.3732/ajb.1100375
- Lucas C. Majure, Walter S. Judd, Pamela S. Soltis, Douglas E. Soltis: Cytogeography of the Humifusa clade of Opuntia s.s. Mill. 1754 (Cactaceae, Opuntioideae, Opuntieae): correlations with pleistocene refugia and morphological traits in a polyploid complex. In: Journal of Comparative Cytogenetics. Band 6, Nummer 1, 2012, S. 53–77. doi:10.3897/CompCytogen.v6i1.2523